# Boconó
Boconó – miasto w Wenezueli, w stanie Trujillo, siedziba gminy Boconó.
Według danych szacunkowych na rok 2015 liczy 56 100 mieszkańców.